# برند کننبرگ
برند کَنِنبرگ (آلمانی: Bernd Kannenberg؛ زادهٔ ۲۰ اوت ۱۹۴۲) دونده دو پیاده‌روی سرعت اهل آلمان بود.
وی در مسابقات کشوری و بین‌المللی در مجموع برندهٔ ۱ مدال طلا، ۱ مدال نقره شده‌است.